# Johan Meyer (rugbyspelare)

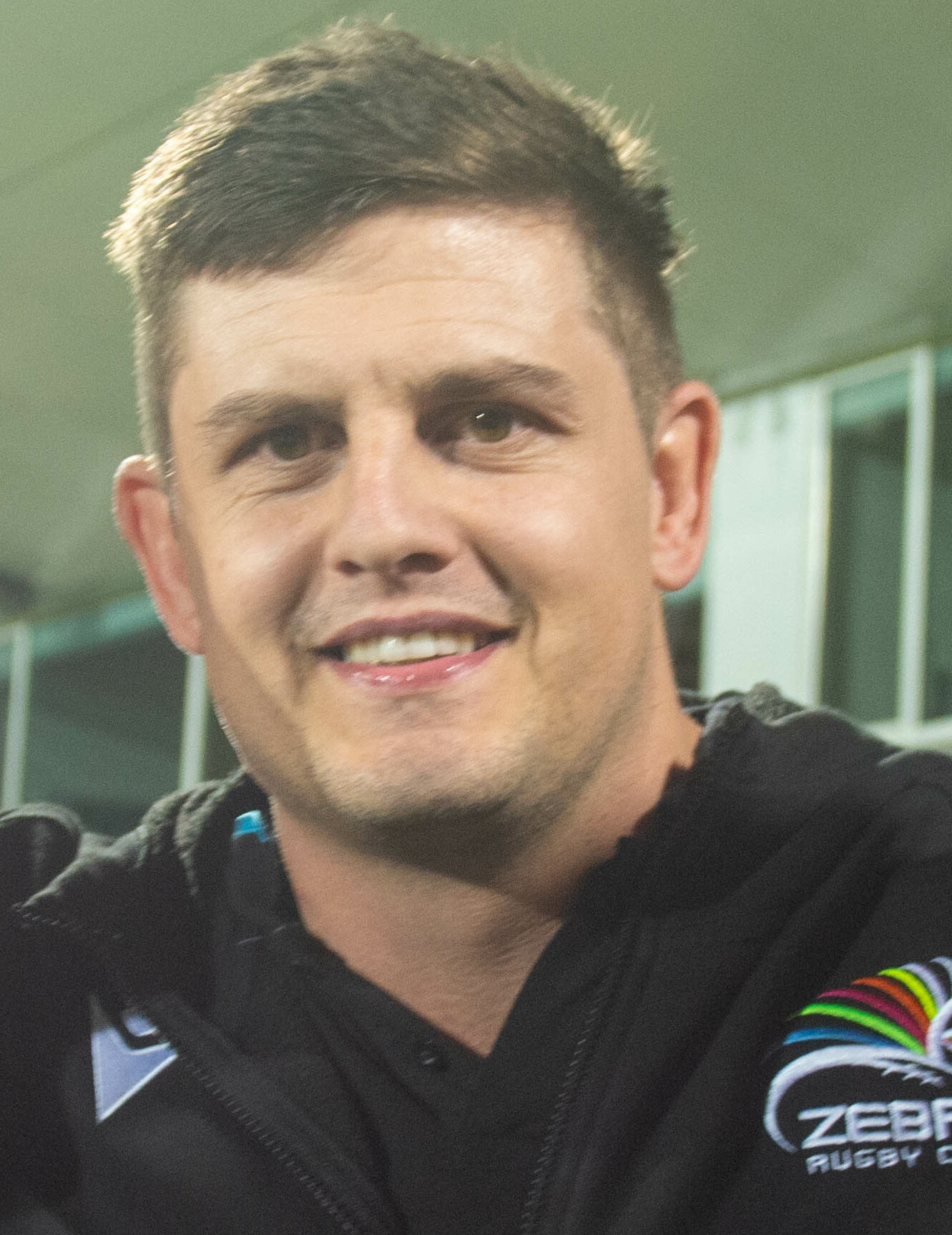

Johan Gert Meyer, född 26 februari 1993, är en sydafrikansk rugby union-spelare. Hans position är "flanker" och han spelar för Zebre Rugby i Parma, Italien, samt det italienska landslaget.

## Ungdom
Meyer representerade Eastern Cape-laget Border Bulldogs vid ett flertal ungdomsturneringar. År 2006 spelade han för deras U-13-lag vid Craven Weektävlingen. Han spelade sedan för dem vid två U-18 Craven Week-tävlingar - år 2010 och sedan 2011.
Efter skolan flyttade Meyer till Durban där han gick med i Sharks Academy. Han var med i Sharks U-19-lag som spelade i 2012 års Under-19 Provincial Championship och Sharks U21-lag år 2013 och 2014. 

## Sharks
Meyer gjorde sin debut för laget under 2013 Vodacom Cup i Shark XV:s 72-6-vinst mot sitt förra lag Border Bulldogs i Durban. 